# Aymen Abdennour
Aymen Abdennour (født 6. august 1989 i Sousse, Tunesien) er en tunesisk fodboldspiller (midterforsvarer) Han spiller hos Olympique Marseille i Frankrig, udlejet fra Valencia.